# Chiesa di San Pietro Apostolo (Spinazzola)
La chiesa di San Pietro Apostolo è un luogo di culto situato a Spinazzola. Edificata nel XVII secolo è la chiesa madre del paese.
Ci sono numerose opere di epoca barbara e bizantina. Di particolare interesse un busto di argento di san Sebastiano e la campana in bronzo della vecchia chiesa, opera di Giovanni Orazio Tarantino (1869).

## Storia
La chiesa, dedicata a san Pietro apostolo, successiva ad una più antica del XIII secolo, è stata più volte rimaneggiata. In particolare, l'edificio attuale è frutto di una ristrutturazione seicentesca dell'antica aula liturgica. A questo periodo risale l'incisione, su fogli di acanto, sulla mensola destra del portale in pietra, con il nome antico della città: Spina aurea.

### Descrizione
L'interno è a tre navate con quattro arcate laterali e nell'abside, sull'altare maggiore, c'è una tela raffigurante san Pietro apostolo del 1953. A destra del presbiterio c'è la cappella battesimale con il portale in pietra. Sono conservati all'interno della chiesa anche:
- un busto argento di san Sebastiano;
- il portale in pietra lavorata della Annunciazione con ai lati san Pietro con le chiavi del Regno e san Paolo con la spada;
- due tele raffiguranti la Vergine con bambino del XVII secolo;
- il fonte battesimale, dove nel 1615 ricevette il battesimo il futuro papa Innocenzo XII.